# World (The Price of Love)
World (The Price of Love) è una canzone del gruppo rock-synthpop britannico New Order, estratta come terzo singolo dall'album Republic del 1993 e pubblicata nello stesso anno. Semplicemente intitolata World nell'LP, gli è stato assegnato il sottotitolo The Price of Love perché ripetuto svariate volte nel ritornello. Paul Oakenfold ne fece un remix dance di 7:24 intitolato Perfecto mix, pubblicato in molte edizioni del brano e usato anche come sottofondo per un videoclip alternativo a quello pubblicato.

## Videoclip
Lo stesso videoclip fu usato sia per World che per il suo Perfecto mix. Girato a Cannes con sole cinque riprese di steadicam, mostra il giro lento che fa la telecamera da un molo ad un ricco e costoso hotel e il suo soffermarsi sui volti delle persone che gli passano vicine. I membri della band possono essere visti solo di sfuggita - Peter Hook è seduto su un tavolino di fronte al mare, Bernard Sumner è in piedi a scrutare il mare e Stephen Morris e Gillian Gilbert posano per delle fotografie davanti al Carlton Hotel. Questa è l'ultima volta che il gruppo presta parte ai video musicali dei suoi brani fino al 2005, con Jetstream.

## Lista delle tracce

### CD #1: NUOCD 3 (UK & Europa)
Testi e musiche di Gillian Gilbert, Stephen Hague, Peter Hook, Stephen Morris e Bernard Sumner..
1. World (Perfecto Edit) (Remixato da Paul Oakenfold e Steve Osborne) – 4:02
2. World (Radio Edit) – 3:39
3. World (Perfecto Mix) (Remixato da Paul Oakenfold e Steve Osborne) – 7:33
4. World (Sexy Disco Dub) (Remixato da Paul Oakenfold e Steve Osborne) – 5:56

### CD #2: NUCDP 3 (UK & Europa)
1. World (Brothers in Rhythm Mix) (Remixato dai Brothers in Rhythm) – 8:03
2. World (Brothers Dubstrumental) (Remixato dai Brothers in Rhythm) – 5:39
3. World (World in Action Mix) (Remixato da K-Klass) – 5:51
4. World (Pharmacy Dub) (Remixato da K-Klass) – 7:06

### 7": 857240.7 (Europe) / Cassette: NUOMC 3 (UK & Europa)
1. World (Radio Edit) – 3:39
2. World (Perfecto Edit) (Remixato da Paul Oakenfold e Steve Osborne) – 4:02

1. World (Perfecto Mix) (Remixato da Paul Oakenfold e Steve Osborne) – 7:33
2. World (Sexy Disco Dub) (Remixato da Paul Oakenfold e Steve Osborne) – 5:56
3. World (Brothers in Rhythm Mix) (Remixato dai Brothers in Rhythm) – 8:03
4. World (World in Action Mix) (Remixato da K-Klass) – 5:51

## Posizione nelle classifiche
| Classifica (1993)                      | Posizione |
| -------------------------------------- | --------- |
| Australia ARIA Singles Chart           | 87        |
| Media Control tedesca                  | 77        |
| Irish Singles Chart                    | 27        |
| Official Singles Chart                 | 13        |
| U.S. Billboard Hot 100                 | 92        |
| U.S. Billboard Hot Dance Club Play     | 1         |
| U.S. Billboard Hot Dance Singles Sales | 26        |
| U.S. Billboard Modern Rock Tracks      | 5         |